# Henschel Schauspiel
Die Henschel Schauspiel Theaterverlag Berlin GmbH (Eigenschreibweise henschel SCHAUSPIEL) ist ein Theaterverlag mit Sitz in Berlin, der Nutzungsrechte dramatischer Werke an Theater, private und öffentlich-rechtliche Rundfunkanstalten sowie an Filmproduktionsfirmen vergibt.
Der Verlag vertritt mehr als 900 Autoren, darunter viele fremdsprachige (z. B. Sergi Belbel, Dario Fo, Coline Serreau, Biljana Srbljanović), mit insgesamt mehr als 2000 Werken. Zum Repertoire gehört auch die dramatische Weltliteratur von der Antike bis zum zwanzigsten Jahrhundert in sorgfältig edierten und modernen deutschsprachigen Übersetzungen. Literarisch anspruchsvolle Märchenbearbeitungen und Theaterstücke für Kinder und Jugendliche bilden einen weiteren wichtigen Programmbereich des Verlages.
Zu den mehr als 500 Hörspielen, deren Rechte bei Henschel Schauspiel liegen, gehören Originalhörspiele, Kinderhörspiele, Prosa-Adaptionen sowie deutschsprachige und internationale Theaterstücke, die für den Funk eingerichtet wurden.
Henschel Schauspiel vertritt zurzeit etwa zwanzig Drehbuchautoren und Filmregisseure (u. a. Jo Baier, Andreas Dresen, Thomas Heise, Stefan Kolditz, Regine Kühn und Laila Stieler) und unterstützt sie bei der Entwicklung von Filmstoffen.
Der Verlag existiert als unabhängiger Autorenverlag in Form einer GmbH, er gehört gleichberechtigt zurzeit etwa 100 Gesellschaftern. Gegründet wurde er im Mai 1990 auf Initiative von Autoren (u. a. Peter Brasch, Volker Braun, Christoph Hein, Peter Ensikat, Heiner Müller, Bernd Schirmer, Georg Seidel, Lothar Trolle) und Übersetzern (u. a. Fritz Rudolf Fries, Maik Hamburger, Thomas Reschke, B. K. Tragelehn). Sein Vorläufer war der 1946 gegründete Henschelverlag in Berlin.
Wolfgang Schuch und Andreas Leusink leiteten den Verlag von 1990 bis 2001. Seit 1. Januar 2017 führen Andreas Leusink und Alexander Zschiedrich die Geschäfte.

## Bekannte Autoren
Aischylos, Tschingis Aitmatow, Hans Christian Andersen, Dunja Arnaszus, Sergi Belbel, Peter Brasch, Volker Braun, Torsten Buchsteiner, Lord Byron, Lewis Carroll, Miguel de Cervantes Saavedra, Carlo Collodi, Fjodor Dostojewski, Adolf Dresen, Andreas Dresen, Hartmut El Kurdi, Peter Ensikat, Nikolai Erdman, Euripides, Georges Feydeau, Dario Fo, John Ford, Franz Fühmann, Katharina Gericke, Carlo Goldoni, Maxim Gorki, Jacob und Wilhelm Grimm, Jewgeni Grischkowez, Wilhelm Hauff, Julius Hay, Christoph Hein, Thomas Heise, Stephan Hermlin, Stefan Heym, Henrik Ibsen, Ben Jonson, Hermann Kant, Manfred Karge, Wolfgang Kohlhaase, Stefan Kolditz, Franz Xaver Kroetz, Regine Kühn, Ingrid Lausund, Stanisław Lem, Wladimir Majakowski, Alfred Matusche, Samuil Marschak, Marius von Mayenburg, Molière, Heiner Müller, Alexander Ostrowski, Ljudmila Petruschewskaja, Ulrich Plenzdorf, Alexander Puschkin, Tadeusz Różewicz, Manuel Schöbel, Einar Schleef, Katharina Schlender, Jewgeni Schwarz, Anna Seghers, Georg Seidel, William Shakespeare, Coline Serreau, Sophokles, Biljana Srbljanović, Darja Stocker, Bernhard Studlar, Jaan Tätte, B. K. Tragelehn, Lothar Trolle, Anton Tschechow, Christian Tschirner, Michel Vinaver, Albert Wendt, Michael Wildenhain, Friedrich Wolf, Alexander Wolkow, Franz Zauleck, Felicia Zeller

## Auszeichnung
2016 wurde der Verlag mit dem Brücke Berlin Initiativpreis ausgezeichnet: „für seine ungemein erfolgreiche, nachhaltige und entdeckerfreudige Arbeit, Theaterwerke aus Mittel- und Osteuropa im deutschsprachigen Raum verfügbar zu machen und auf die Bühnen zu bringen“, wie Klaus-Dieter Lehmann, der damalige Präsident des Goethe-Instituts, hervorhebt.

## Weblink
- Website des Verlags